# Tom Morris jr.

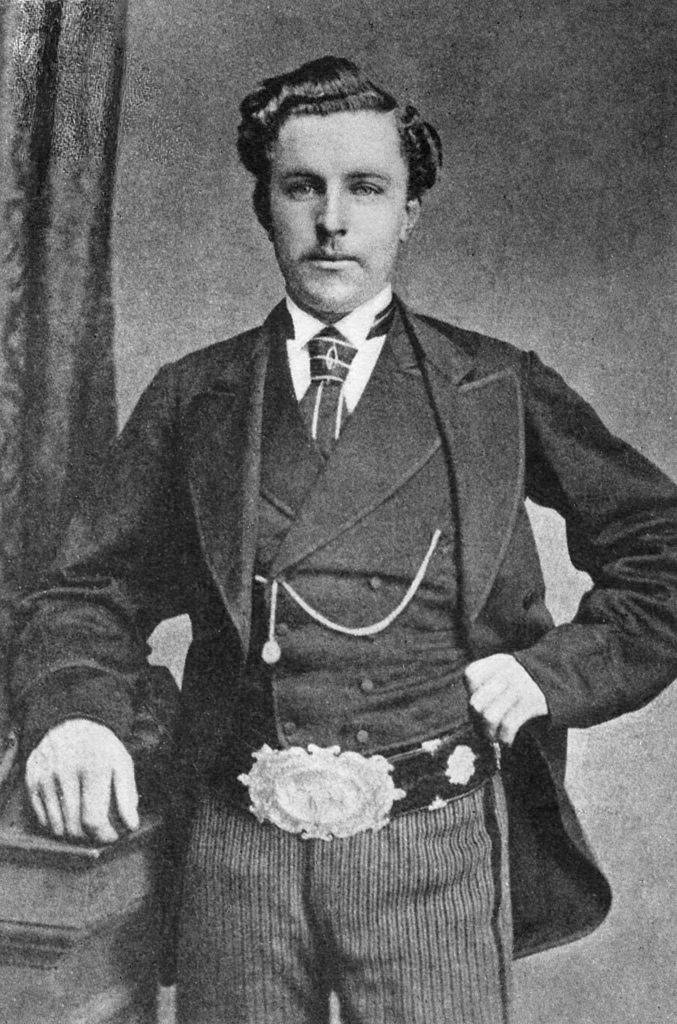
Young Tom met de riem

Tom Morris jr. (Fife, Schotland, 20 april 1851 – 25 december 1875) was een Schotse golfprofessional.
Meestal werd hij Young Tom Morris genoemd om hem niet te verwarren met zijn vader, Old Tom Morris.
Nadat zijn vader in 1861, 1862, 1864 en 1867 het Britse Open had gewonnen, kwam in 1868 het moment voor Young Tom om op 17-jarige leeftijd de trofee binnen te halen. Tijdens dat toernooi was hij ook de eerste ooit die tijdens het Open een hole-in-one sloeg.
Daarna won hij het toernooi in 1869, waarbij zijn vader tweede werd, en in 1870. Dat betekende drie overwinningen achter elkaar, waardoor hij de wisseltrofee mocht houden. Dit was een riem, gemaakt van rood Marokkaans leer met zilveren gespen. Daarna schaften enkele clubs samen de huidige trofee aan, de 'Claret Jug'. In 1871 werd het Open niet gespeeld. In 1872 werd de nieuwe Claret Jug door Young Tom gewonnen.
Terwijl hij in 1875 met zijn vader speelde tegen Willie en Mungo Park, kreeg hij een telegram met het bericht dat zijn zwangere vrouw Margaret Drinnen ernstig ziek was. Toen ze thuiskwamen, waren moeder en kind al overleden. Young Tom stierf zelf op eerste kerstdag drie maanden later, op 24-jarige leeftijd.